# 1938年オーストラリア選手権 (テニス)
1938年 オーストラリア選手権（1938ねんオーストラリアせんしゅけん、1938 Australian Championships）に関する記事。オーストラリア・アデレード市内にある「メモリアル・ドライブ・テニスクラブ」にて開催。

## 大会の流れ
- 本年度のシード選手については、男子シングルスは8名が選ばれ、女子シングルスは順位を定めていない。
- 初期の全豪選手権のように、外国人出場者が少なかった時期は、地元オーストラリア人選手の国旗表示を省略する。

## シード選手

### 男子シングルス
1. ドン・バッジ　（初優勝）
2. ゴットフリート・フォン・クラム　（ベスト4）
3. ヘンナー・ヘンケル　（2回戦）
4. ジョン・ブロムウィッチ　（準優勝）
5. ビビアン・マグラス　（ベスト8）
6. エイドリアン・クイスト　（ベスト4）
7. ジャック・クロフォード　（2回戦）
8. ジーン・マコ　（ベスト8）

## 大会経過

### 男子シングルス
準々決勝
- ゴットフリート・フォン・クラム vs. ビビアン・マグラス　6-2, 3-6, 4-6, 7-5, 6-0
- ジョン・ブロムウィッチ vs.  ジーン・マコ　6-4, 7-5, 6-2
- ドン・バッジ vs. レナード・シュワルツ　6-4, 6-3, 10-8
- エイドリアン・クイスト vs. ジョージ・ホランド　5-7, 6-4, 6-1, 6-2

準決勝
- ジョン・ブロムウィッチ vs.  ゴットフリート・フォン・クラム　6-3, 7-5, 6-1
- ドン・バッジ vs. エイドリアン・クイスト　6-4, 6-2, 8-6

### 女子シングルス
準々決勝
- ドロシー・バンディ vs. メイ・ハードキャッスル　6-3, 6-4
- ネル・ホール・ホップマン vs. テルマ・コイン　6-4, 6-2
- ナンシー・ウィン vs.  ドロシー・ワークマン　6-4, 6-3
- ドロシー・スティーブンソン vs. ジョーン・ハーティガン　6-3, 1-6, 6-1

準決勝
- ドロシー・バンディ vs. ネル・ホール・ホップマン　6-2, 6-3
- ドロシー・スティーブンソン vs. ナンシー・ウィン　6-3, 6-3

## 決勝戦の結果
- 男子シングルス： ドン・バッジ vs. ジョン・ブロムウィッチ　6-4, 6-2, 6-1
- 女子シングルス： ドロシー・バンディ vs. ドロシー・スティーブンソン　6-3, 6-2
- 男子ダブルス：エイドリアン・クイスト＆ジョン・ブロムウィッチ vs.  ゴットフリート・フォン・クラム＆ ヘンナー・ヘンケル　7-5, 6-4, 6-0
- 女子ダブルス：ナンシー・ウィン＆テルマ・コイン vs.  ドロシー・バンディ＆ ドロシー・ワークマン　9-7, 6-4
- 混合ダブルス：ジョン・ブロムウィッチ＆マーガレット・ウィルソン vs. コリン・ロング＆ナンシー・ウィン　6-3, 6-2